# L'home que volia ser rei
L'home que volia ser rei (títol original en anglès: The Man Who Would Be King) és una pel·lícula d'aventures de John Huston, estrenada el 1975, adaptació d'un relat curt de Rudyard Kipling. Com molts dels seus llibres, la història de Kipling és una crítica a l'imperialisme britànic. Aquesta pel·lícula ha estat doblada i subtitulada al català.

## Argument
A les Índies, Daniel Dravot i Peachy Carnehan, dos amics britànics, antics militars, francmaçons i sobretot aventurers poc escrupolosos, acaronen un boig somni: entrar al Kafiristan (un país llegendari on cap europeu no ha posat el peu des d'Alexandre el Gran) i esdevenir-ne reis. Amb l'ajuda d'un periodista anglès (que a la pel·lícula, però no a la novel·la, és Rudyard Kipling), aconsegueixen emprendre el perillós viatge.
Al seu despatx del diari The Northern Star, Kipling rep la visita d'una desferra humana, en parracs i mig boig, que es presenta com el que ha conegut abans sota el nom de Peachy Carnehan. Peachy explica a Kipling com, amb Daniel Dravot, ha arribat al Kafiristan, província de l'Afganistan, on s'han fet déus, han regnat i han acabat per perdre-ho tot. Alguns anys abans Daniel Dravot i Peachy Carnehan havien retut la visita de Kipling al seu despatx. Van consultar mapes i enciclopèdies i van signar davant Kipling un contracte obligant-los a ser lleials un envers l'altre, i estar-se al marge de l'alcohol i de les dones mentre el seu objectiu no fos assolit. Després van marxar cap al nord, salvant el pas de Khyber, penetrant per regions inexplorades al Kafiristan (literalment, «el país dels estrangers»).
Troben per casualitat un gurka que es fa anomenar Billy Fish, nom que li ha estat donat pel seu regiment perquè és més pronunciable, únic supervivent d'una expedició cartogràfica desapareguda anys enrere. Billy parla l'anglès perfectament, així com la llengua local, i és així com ajuda Carnehan i Dravot en la seva ascensió cap al tron, com a intèrpret i guia dels costums locals.
Ofereixen els seus serveis com a "consellers militars", ajudant un poble rere un altre a triomfar sobre els seus enemics per fer-se'n aliats. Quan en el transcurs d'una batalla Dravot rep una fletxa a ple pit però continua lluitant, els indígenes el creuen immortal. De fet, la fletxa ha estat parada per una cartutxera, sota la túnica vermella de Dravot. Dravot i Carnehan decideixen no desenganyar els indígenes, la seva superstició pot ajudar-los a arribar al seu objectiu. Més tard, les seves proeses han arribat a les orelles del "gran-sacerdot", i són convocats a la «ciutat santa» de Sikandergul. Es descobreix sobre el pit de Dravot la medalla maçònica que li havia ofert Kipling, i en la qual els indígenes reconeixen un símbol gravat en una pedra que atribueixen a Alexandre el Gran ("Sikander"). I així prenen Dravot pel fill d'Alexandre que ha tornat amb el seu poble i el coronen rei.

## Base històrica
És probable que Kipling s'hagués inspirat en la vida de Josiah Harlan (1799-1871), un aventurer americà que va arribar a l'Afganistan i al Panjab amb la intenció d'esdevenir rei. Després d'embolicar-se en la política local i de diversos fets d'armes, acaba obtenint el títol de "Príncep de Ghur" per a ell mateix i els seus descendents a canvi de la seva ajuda militar. Kipling també s'ha pogut inspirar en la història de Sir James Brooke (1803-1868), anomenat el "Rajah blanc", que va fundar una dinastia a Sarawak el 1841.
La història es basa també en els símbols i els ritus de la francmaçoneria, a la qual pertanyia Kipling, i sense grans problemes per resultar versemblant, perpetua el mite d'una maçoneria antiga, a la qual hauria pertangut Alexandre el Gran.

## Repartiment
- Sean Connery: Daniel Dravot
- Michael Caine: Peachy Carnehan
- Christopher Plummer: Rudyard Kipling
- Saeed Jaffrey: Billy Fish
- Doghmi Larbi: Ootah
- Jack May: el comissari
- Karroom Ben Bouih: Kafu Selim
- Mohammad Shamsi: Babu
- Albert Moses: Ghulam
- Paul Antrim: Mulvaney
- Graham Acres: l'agent
- Shakira Caine: Roxanne

## Curiositats sobre la pel·lícula[calcitació]
- El rodatge s'ha desenvolupat a Glen Canyon als Estats Units, Chamonix-Mont-Blanc a França, al Marroc i als estudis Pinewood al Regne Unit.
- A l'escena de l'allau es veuen rastres d'esquí.
- Els camells que es veuen a la pel·lícula són africans (dromedaris), no asiàtics.
- John Huston havia previst de rodar la pel·lícula amb Clark Gable i Humphrey Bogart com a intèrprets, però la mort d'aquest el va obligar a renunciar-hi. Va pensar llavors en Kirk Douglas i Burt Lancaster, després amb Peter O'Toole i Richard Burton. Finalment, va proposar el paper a Paul Newman i Robert Redford. Newman, que acabava de fer dues pel·lícules amb el cineasta, va incitar Huston a agafar dos actors anglesos. Qüestió de veracitat...
- Malalt i amb greus problemes cardíacs, John Huston va veure un dia arribar a la seva habitació de l'hospital a Sean Connery i Michael Caine. Els dos actors van referir a la idèntica escena de presentació de la pel·lícula.
- Es tracta de la pel·lícula preferida de Michael Caine i de Sean Connery.
- L'Home que volia ser rei  era un projecte desitjat i fantasiejat per John Huston des de feia 25 anys. Quan el va realitzar el 1975, tenia 69 anys.
- Els sacerdots i habitants de Sikandergul parlen l'àrab dialectal marroquí, John Huston havia reclutat aquests actors entre els autòctons de la regió del rodatge, al Marroc. Els diàlegs del gran sacerdot són fidels a les traduccions de Billy Fish, excepte en el moment dels plans on el gran sacerdot descobreix la pedra on és gravat el signe dels francmaçons. En síntesi, el sacerdot deia: "Això és la meva terra i el meu país. No el tindrà mai. No sou benvinguts", i que Billy Fish va traduir en un sentit totalment contrari!
- Sean Connery va trobar la seva futura dona Micheline Roquebrune a Marràqueix durant el rodatge de la pel·lícula.

## Nominacions[calcitació]
- Oscar al millor guió adaptat per John Huston i Gladys Hill
- Oscar a la millor direcció artística per Alexandre Trauner, Tony Inglis i Peter James
- Oscar al millor vestuari per Edith Head
- Oscar al millor muntatge per Russell Lloyd